# Sticky & Sweet Tour
Die Sticky & Sweet Tour war die achte Welttournee der US-amerikanischen Sängerin Madonna.

## Vorgruppen
- Robyn (Europa)
- Benny Benassi (Rom)
- Paul Oakenfold (Europa, Israel, Nordamerika & Südamerika)
- Bob Sinclar (Paris)

## Ticketverkauf & Rekorde
Die Sticky & Sweet Tour ist bis heute (Stand Mai 2014) die erfolgreichste Tournee eines Solokünstlers aller Zeiten. Insgesamt wurden 408 Millionen Dollar in insgesamt 85 Shows eingespielt. In den Sommermonaten 2008 und 2009 besuchten etwa 3,5 Mio. Zuschauer die Tournee. Madonna stellte zudem weitere Besucherrekorde auf:
- Schweizer Zuschauerrekord – 72.000 Zuschauer bei einem Konzert,
- Schwedischer Zuschauerrekord – 119.000 Zuschauer mit zwei Konzerten,
- Skandinavischer Zuschauerrekord – 85.000 Zuschauer bei einem Konzert.

## Vorbereitung und Konzeption
Die Kostüme wurden von Ariane Phillips designt. Die Internetseite NME berichtete, dass es für die Tournee 250 Bühnenarbeiter, 69 Gitarren, 12 Trampoline und 100 Knieschoner gab. Die Bühne selber bestand aus einem Laufsteg, der von der normalen Bühne zu einer kleineren B-Stage führte. Außerdem gab es mehrere Bildschirme, die Form und Größe während der Show änderten. Zudem gab es einen Bildschirm-Zylinder über der B-Bühne, der sich ebenfalls nach oben und unten bewegen konnte. Die Show selber war in vier Abschnitte unterteilt – „Pimp“, „Old School“, „Gypsy“, und „Rave“. Alle vier enthielten verschiedene Grundthemen und Kostüme, wurden durch Bildschirm-Videos eingeleitet und beinhalteten jeweils fünf bis sechs Songs. Zusammen mit den Video-Einspielern präsentierte Madonna 24 Songs.

## Verlauf der Show
Die Show wurde von einem Video-Einspieler eröffnet. Die Bildschirme hatten am Anfang die Form eines Würfels, bevor sie sich zu einer Art „Wand“ veränderten. Das Video zeigte eine düstere 3D-Animation von einer Bonbon-Herstellung. Anschließend buchstabierten die Bildschirme das Wort „Candy“, bis sich ein Bildschirm umdrehte und Madonna sich mit gespreizten Beinen, Lederstiefeln und einem kurzen schwarzem Anzug präsentierte. Sie sang Candy Shop als Opening Nummer mit ähnlich gekleideten und von Bondage-inspirierten Tänzern. Es folgte Beat Goes on, während außerdem ein weißes altmodisches Auto über den Laufsteg rollte und Madonna und Tänzer darin tanzten. Die Bildschirme zeigten Casino-ähnlich bunte Farbanimationen, während Pharrell Williams und Kanye West auf ihnen zu sehen waren. Auf der B-Bühne folgte eine Rockversion zu Human Nature mit E-Gitarre, die von Madonna selbst gespielt wurde. Auf den Bildschirmen sah man US-Sängerin Britney Spears von Sicherheitskameras gefilmt in einem Fahrstuhl eingesperrt. Zur Beendung des ersten Aktes sang Madonna Vogue in einer neu aufgelegten Version.
Der zweite Akt Old School wurde durch ein Video eingeleitet, welches Madonna als Bodybuilderin in einem dunklen Keller sowie Boxkämpfe und rasche Schnitte präsentierte. Als Begleitmusik lief ein Remix von Die Another Day. Ausschnitte aus dem Video wurden auch für das Sticky & Sweet Tour Book genutzt. Get Into the Groove eröffnete den Zweiten Akt und Madonna zeigte sich in einem schwarz-rot und Sport-geeignetem Outfit beim Seilspringen. Die Bildschirme zeigten bunte Figuren und Farben, das Video selbst wurde von Keith Haring produziert. Im folgenden Song Heartbeat tanzte Madonna roboterartig, und es schien als ob die beiden anderen Tänzer ihre Schritte kontrollieren würden. Anschließend sang sie Borderline als Rockversion mit pinker Gitarre. Anschließend folgte She's Not Me, in welchem ihre Tänzerinnen frühere Madonna-Klamotten aus den Videos zu Like A Virgin, Open Your Heart, Vogue und Material Girl trugen. Es folgte ein Remix zu Music, während die Bildschirme U-Bahn-Stationen zeigten. Music enthielt Elemente aus den Songs Last Night a DJ Saved My Life und Put Your Hands up 4 Detroit.
Für den dritten Akt Gypsy gab es zuerst ebenfalls ein Video, welches eine animierte Figur zeigte, die sich während eines Regensturmes unter einem Blatt versteckte. Dazu lief ein Mashup von Rain und Here Comes the Rain Again. Es folgte die Ballade Devil Wouldn’t Recognize You, in der Madonna einen schwarzen Regenmantel trug. Für Spanish Lesson zog sie diesen aus und präsentierte sich in einem kurzen schwarzen Kleid. Während Spanish Lesson tanzte sie mit Mönchen. Anschließend zogen die Mönche ihre Umhänge aus und präsentierten sich in kurzen, bunten, spanischen Klamotten. Nur mit Gitarre präsentierte Madonna anschließend Miles Away auf der B-Bühne. Es folgte eine schnelle und ebenfalls Latin-inspirierte Version von La Isla Bonita, in dem Elemente des Songs Lala Pute enthalten waren. Mit einer Kleinband sowie Gitarren und Geigen folgten You Must Love Me und Doli Doli als Akustik-Nummern, während in Argentinien Don't Cry for Me Argentinia zur Setlist hinzugefügt wurde.
Es folgte die Videoeinleitung Get Stupid für den letzten Akt Rave. Das Video zeigte die Folgen von globaler Erwärmung, globaler Fragen sowie die Gegenüberstellung von John McCain mit Hitler und Barack Obama mit Gandhi. In einem schwarzen Outfit, welches silberne Absätze an den Brüsten hatte sowie glitzernden Schulterpolstern, sang Madonna als Eröffnung des letzten Aktes den Song 4 Minutes mit Justin Timberlake und Timbaland auf den Bildschirmen. Für den Song Like a Prayer tanzte Madonna mit ähnlich düster gekleideten Tänzern auf dem Laufsteg und auf einer an der B-Bühne erhobenen Plattform. Die Bildschirme zeigten Schriften aus der Bibel und anderen Heiligen Büchern, während der Song Elemente von Feels Like Home beinhaltete und ebenfalls neu überarbeitet worden war. Für Ray of Light sang Madonna erneut mit E-Gitarre auf der B-Bühne. Anschließend fragte Madonna das Publikum für einen A-cappella-Song oder sang Like a Virgin als A-cappella-Version. Es folgte Hung up mit Gitarre als Rock-Version, während die Bildschirme ein übergroßes Schachfeld zeigten. Als Finale folgte Give It to Me, bei dem sie am Schluss mit dem Publikum mitsang und wild tanzte. Anschließend stellte sie sich erneut auf den Bildschirm, welcher sich umdrehte und mit den eingeblendeten Worten „Game Over“ die Show beendete.
Änderungen 2009
Nachdem die Verlängerung für 2009 angekündigt wurde, erfolgten einige Änderungen. So zeigten die Bildschirm-Videos von Candy Shop nun eine Zunge, die an einem Bonbon lutschte, während das Outfit neu überarbeitet wurde. Hung up wurde durch eine Elektro-Version von Frozen ersetzt, und als Hommage an den kürzlich verstorbenen Sänger wurde ein kurzes Michael-Jackson-Medley gespielt.

## Songliste
| 2008 | 2009 |
| --- | --- |
| 1. „The Sweet Machine“ 2. „Candy Shop“ 3. „Beat Goes On“ 4. „Human Nature“ 5. „Vogue“ 6. „Die Another Day“ 7. „Into the Groove“ 8. „Heartbeat“ 9. „Borderline“ 10. „She's Not Me“ 11. „Music“ 12. „Rain“ 13. „Devil Wouldn't Recognize You“ 14. „Spanish Lesson“ 15. „Miles Away“ 16. „La Isla Bonita“ 17. „Doli Doli“ (Kolpakov Trio Solo) 18. „You Must Love Me“ 19. „Get Stupid“ 20. „4 Minutes“ 21. „Like a Prayer“ 22. „Ray of Light“ 23. „Hung Up“ 24. „Give It 2 Me“ | 1. „The Sweet Machine“ 2. „Candy Shop“ 3. „Beat Goes On“ 4. „Human Nature“ 5. „Vogue“ 6. „Die Another Day“ 7. „Into the Groove“ 8. „Holiday“ 9. „Dress You Up“ 10. „She's Not Me“ 11. „Music“ 12. „Rain“ 13. „Devil Wouldn’t Recognize You“ 14. „Spanish Lesson“ 15. „Miles Away“ 16. „La Isla Bonita“ 17. „Doli Doli“ (Kolpakov Trio solo) 18. „You Must Love Me“ 19. „Get Stupid“ 20. „4 Minutes“ 21. „Like a Prayer“ 22. „Frozen“ 23. „Ray of Light“ 24. „Give It 2 Me“ |

## Tourdaten

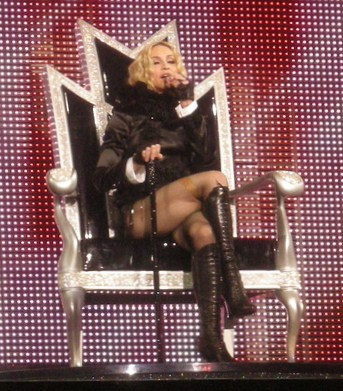
Madonna singt das Lied Candy Shop bei der Sticky & Sweet Tour.

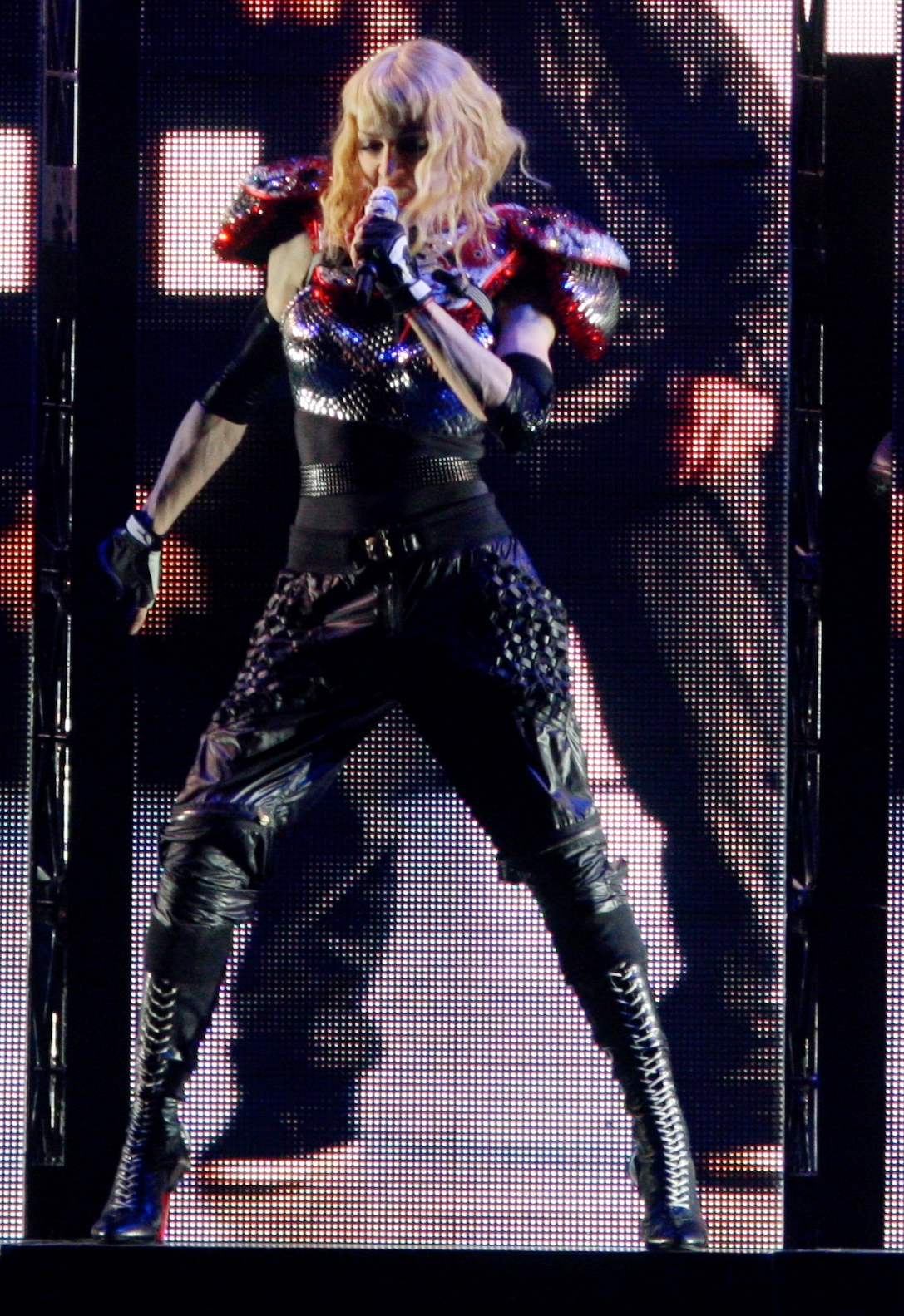
Madonna singt das Lied 4 Minutes bei der Sticky & Sweet Tour.

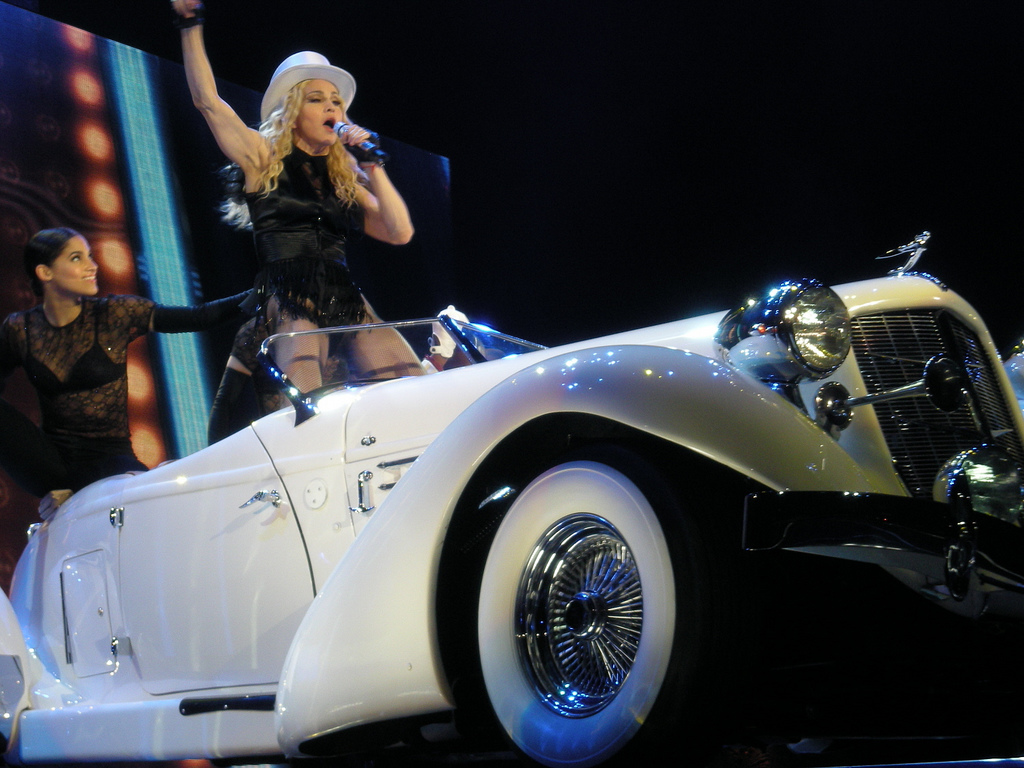
Madonna singt das Lied Beat Goes On bei der Sticky & Sweet Tour.

| Datum              | Stadt            | Land               | Veranstaltungsort                           |
| Europa             | Europa           | Europa             | Europa                                      |
| ------------------ | ---------------- | ------------------ | ------------------------------------------- |
| 23. August 2008    | Cardiff          | Wales              | Millennium Stadium                          |
| 26. August 2008    | Nizza            | Frankreich         | Stade Charles-Ehrmann                       |
| 28. August 2008    | Berlin           | Deutschland        | Olympiastadion                              |
| 30. August 2008    | Zürich           | Schweiz            | Militärflugplatz                            |
| 2. September 2008  | Amsterdam        | Niederlande        | Amsterdam Arena                             |
| 4. September 2008  | Düsseldorf       | Deutschland        | ESPRIT arena                                |
| 6. September 2008  | Rom              | Italien            | Olympiastadion Rom                          |
| 9. September 2008  | Frankfurt        | Deutschland        | Commerzbank-Arena                           |
| 11. September 2008 | London           | England            | Wembley-Stadion                             |
| 14. September 2008 | Lissabon         | Portugal           | Parque da Bela Vista                        |
| 16. September 2008 | Sevilla          | Spanien            | Olympiastadion Sevilla                      |
| 18. September 2008 | Valencia         | Spanien            | Circuit Ricardo Tormo                       |
| 20. September 2008 | Paris            | Frankreich         | Stade de France                             |
| 21. September 2008 | Paris            | Frankreich         | Stade de France                             |
| 23. September 2008 | Wien             | Österreich         | Donauinsel                                  |
| 25. September 2008 | Budva            | Montenegro         | Jaz                                         |
| 27. September 2008 | Athen            | Griechenland       | Olympiastadion                              |
| Nordamerika        |                  |                    |                                             |
| 4. Oktober 2008    | East Rutherford  | Vereinigte Staaten | Izod Center                                 |
| 6. Oktober 2008    | New York City    | Vereinigte Staaten | Madison Square Garden                       |
| 7. Oktober 2008    | New York City    | Vereinigte Staaten | Madison Square Garden                       |
| 11. Oktober 2008   | New York City    | Vereinigte Staaten | Madison Square Garden                       |
| 12. Oktober 2008   | New York City    | Vereinigte Staaten | Madison Square Garden                       |
| 15. Oktober 2008   | Boston           | Vereinigte Staaten | TD Garden                                   |
| 16. Oktober 2008   | Boston           | Vereinigte Staaten | TD Garden                                   |
| 18. Oktober 2008   | Toronto          | Kanada             | Air Canada Centre                           |
| 19. Oktober 2008   | Toronto          | Kanada             | Air Canada Centre                           |
| 22. Oktober 2008   | Montreal         | Kanada             | Centre Bell                                 |
| 23. Oktober 2008   | Montreal         | Kanada             | Centre Bell                                 |
| 26. Oktober 2008   | Chicago          | USA                | United Center                               |
| 27. Oktober 2008   | Chicago          | USA                | United Center                               |
| 28. Oktober 2008   | Vancouver        | Kanada             | BC Place Stadium                            |
| 1. November 2008   | Oakland          | USA                | Oracle Arena                                |
| 2. November 2008   | Oakland          | USA                | Oracle Arena                                |
| 4. November 2008   | San Diego        | USA                | PETCO Park                                  |
| 6. November 2008   | Los Angeles      | USA                | Dodger Stadium                              |
| 8. November 2008   | Paradise         | USA                | MGM Grand Garden Arena                      |
| 9. November 2008   | Paradise         | USA                | MGM Grand Garden Arena                      |
| 11. November 2008  | Denver           | USA                | Pepsi Center                                |
| 12. November 2008  | Denver           | USA                | Pepsi Center                                |
| 16. November 2008  | Houston          | USA                | Minute Maid Park                            |
| 18. November 2008  | Detroit          | USA                | Ford Field                                  |
| 20. November 2008  | Philadelphia     | USA                | Wells Fargo Center                          |
| 22. November 2008  | Atlantic City    | USA                | Boardwalk Hall                              |
| 24. November 2008  | Atlanta          | USA                | Philips Arena                               |
| 26. November 2008  | Miami            | USA                | Sun Life Stadium                            |
| 29. November 2008  | Mexiko-Stadt     | Mexiko             | Foro Sol                                    |
| 30. November 2008  | Mexiko-Stadt     | Mexiko             | Foro Sol                                    |
| Südamerika         |                  |                    |                                             |
| 4. Dezemberc2008   | Buenos Aires     | Argentinien        | Estadio Monumental Antonio Vespucio Liberti |
| 5. Dezember 2008   | Buenos Aires     | Argentinien        | Estadio Monumental Antonio Vespucio Liberti |
| 7. Dezember 2008   | Buenos Aires     | Argentinien        | Estadio Monumental Antonio Vespucio Liberti |
| 8. Dezember 2008   | Buenos Aires     | Argentinien        | Estadio Monumental Antonio Vespucio Liberti |
| 10. Dezember 2008  | Santiago         | Chile              | Estadio Nacional de Chile                   |
| 11. Dezember 2008  | Santiago         | Chile              | Estadio Nacional de Chile                   |
| 14. Dezember 2008  | Rio de Janeiro   | Brasilien          | Maracanã                                    |
| 15. Dezember 2008  | Rio de Janeiro   | Brasilien          | Maracanã                                    |
| 18. Dezember 2008  | São Paulo        | Brasilien          | Estádio do Morumbi                          |
| 20. Dezember 2008  | São Paulo        | Brasilien          | Estádio do Morumbi                          |
| 21. Dezember 2008  | São Paulo        | Brasilien          | Estádio do Morumbi                          |
| Europa             |                  |                    |                                             |
| 4. Juli 2009       | London           | England            | The O₂                                      |
| 5. Juli 2009       | London           | England            | The O₂                                      |
| 7. Juli 2009       | Manchester       | England            | Manchester Arena                            |
| 9. Juli 2009       | Paris            | Frankreich         | Palais Omnisports de Paris-Bercy            |
| 11. Juli 2009      | Werchter         | Belgien            | Werchter Festival Park                      |
| 14. Juli 2009      | Mailand          | Italien            | San Siro                                    |
| 16. Juli 2009      | Udine            | Italien            | Stadio Friuli                               |
| 21. Juli 2009      | Barcelona        | Spanien            | Estadi Olímpic Lluís Companys               |
| 23. Juli 2009      | Madrid           | Spanien            | Estadio Vicente Calderón                    |
| 25. Juli 2009      | Saragossa        | Spanien            | Recinto de la Feria de Zaragoza             |
| 28. Juli 2009      | Oslo             | Norwegen           | Valle Hovin                                 |
| 30. Juli 2009      | Oslo             | Norwegen           | Valle Hovin                                 |
| 2. August 2009     | Sankt Petersburg | Russland           | Palastplatz                                 |
| 4. August 2009     | Tallinn          | Estland            | Tallinna lauluväljak                        |
| 6. August 2009     | Helsinki         | Finnland           | Jätkäsaari                                  |
| 8. August 2009     | Göteborg         | Schweden           | Ullevi                                      |
| 9. August 2009     | Göteborg         | Schweden           | Ullevi                                      |
| 11. August 2009    | Kopenhagen       | Dänemark           | Parken                                      |
| 13. August 2009    | Prag             | Tschechien         | Chodov Amphitheater                         |
| 15. August 2009    | Warschau         | Polen              | Flugplatz Warschau-Babice                   |
| 18. August 2009    | München          | Deutschland        | Olympiastadion München                      |
| 22. August 2009    | Budapest         | Ungarn             | Kincsem Park                                |
| 24. August 2009    | Belgrad          | Serbien            | Ušće Park                                   |
| 26. August 2009    | Bukarest         | Rumänien           | Parc Izvor                                  |
| 29. August 2009    | Sofia            | Bulgarien          | Wassil-Lewski-Nationalstadion               |
| Asien              |                  |                    |                                             |
| 1. September 2009  | Tel Aviv         | Israel             | Yarkon Park                                 |
| 2. September 2009  | Tel Aviv         | Israel             | Yarkon Park                                 |